# サントリー学芸賞
サントリー学芸賞（サントリーがくげいしょう）は、公益財団法人サントリー文化財団が主催する学術賞である。

## 概要
1979年（昭和54年）に創設された。人文科学・社会科学の研究者が日本語で執筆して、日本国内で出版した著書が対象である。受賞者の国籍・職業は不問だが、受賞者には研究機関か大学の教員が多い。正賞は楯、副賞は200万円。同一人物による複数回の受賞はできない。また、物故者及び物故者の業績に対する遺族追賞はない。
文学賞は数多く存在するが、学術書を対象にした賞は数少なく、存在感と話題性がある。新人賞というわけではないが、若手の研究者が受賞することも多い。学際的なユニークな研究に対して贈られることも多い。
1994年（平成6年）に大塚英志が、手塚治虫と戦後漫画の深い関係性を論じた漫画論の集成『戦後まんがの表現空間 記号的身体の呪縛』で社会・風俗部門を受賞した。2002年（平成14年）に切通理作が、宮崎駿への壮大な批評的ラブレターとも言うべきアニメ論『宮崎駿の〈世界〉』で同部門を受賞した。本賞は従来より、漫画やアニメを、サブカルチャーとして軽く見るのではなく、それらの研究を評価している。
一方で、批判としては賞自体が持つ学際性ゆえか、受賞対象の書籍の専門性について疑問が投げられることがある。たとえば、2006年（平成18年）の竹内一郎『手塚治虫＝ストーリーマンガの起源』などに関しては漫画研究者から「受賞にふさわしいレベルの著作でない」などの批判が寄せられた。

## 部門及び選考委員
選考委員は2022年12月現在
- 政治・経済部門 - 政治学、経済学他が対象
  - 大竹文雄(2013-)・北岡伸一(1999-)・田所昌幸(2021-)・土居丈朗(2019-)・牧原出(2017-)・待鳥聡史(2017-)
- 芸術・文学部門 - 建築学、音楽学、美術学、文芸学他が対象
  - 池上裕子(2019-)・片山杜秀(2021-)・沼野充義(2011-)・三浦篤(1993-)・三浦雅士(2002-)・渡辺裕(1997-)
- 社会・風俗部門 - 社会学、民俗学、民族学、博物学、人類学他が対象
  - 井上章一(2021-)・鹿島茂(1998-)・玄田有史(2010-)・佐伯順子(2001-)・佐藤卓己(2017-)・武田徹(2021-)
- 思想・歴史部門 - 歴史学、哲学、宗教学他が対象
  - 宇野重規(2017-)・苅部直(2015-)・熊野純彦(2021-)・田中明彦(2002-)・堂目卓生(2017-)・細谷雄一(2019-)

過去の選考委員
- 粕谷一希（1979-90、政治経済→思想歴史）
- 京極純一（1979-81、政治経済）
- 熊谷尚夫（1979-86、政治経済）
- 高坂正堯（1979-81、政治経済）
- 永井陽之助（1979-90、政治経済）
- 森口親司（1979-84、政治経済）
- 上田篤（1979-96、藝術文学）
- 大岡信（1979-2006、藝術文学）
- 開高健（1979-89、藝術文学）
- 佐伯彰一（1979-92、藝術文学）
- 高階秀爾（1979-2012、藝術文学）
- 谷村晃（1979-96、藝術文学）
- 浅利慶太（1979-86、社会風俗）
- 木村尚三郎（1979-92、社会風俗→思想歴史）
- 桐島洋子（1979-2000、社会風俗）
- 小松左京（1979-90、社会風俗）
- 田中健五（1979-81、社会風俗）
- 辻静雄（1979-92、社会風俗）
- 中埜肇（1980-97、思想歴史）
- 山崎正和（1980-81、思想歴史）
- 谷沢永一（1981-94、思想歴史）
- 佐藤誠三郎（1982-98、政治経済）
- 細谷千博（1982-90、政治経済）
- 日下公人（1982-98、社会風俗）
- 山本七平（1982-91、思想歴史）
- 中谷巖（1985-2000、政治経済）
- 村上泰亮（1985-92、政治経済）
- 芳賀徹（1985-2010、社会風俗→藝術文学）
- 西部邁（1985-92、思想歴史）
- 青木昌彦（1987-94、政治経済）
- 濱口恵俊（1987-88、社会風俗）
- 向井敏（1989-2001、社会風俗→藝術文学）
- 守屋毅（1990、社会風俗）
- 五百籏頭真（1991-2016、政治経済）
- 青木保（1991-2006、社会風俗）
- 養老孟司（1991-2009、社会風俗）
- 山内昌之（1991-98、思想歴史）
- 鷲田清一（1993-2016、社会風俗→思想歴史）
- 佐伯啓思（1993-2004、思想歴史）
- 野田宣雄（1993-98、思想歴史）
- 猪木武徳(1993-2018、政治経済)
- 香西泰（1995-2002、政治経済）
- 大笹吉雄（1997-2020、藝術文学）
- 奥本大三郎（1999-2020、社会風俗）
- 川本三郎（1999-2020、社会風俗）
- 御厨貴（1999-2014、思想歴史）
- 船橋洋一（2001-20、政治経済）
- 植田和男（2005-12、政治経済）
- 岩井克人（2005-16、思想歴史）
- 袴田茂樹（2007-20、社会風俗）

## 政治・経済部門 - 受賞者
受賞者の職業・肩書きは、当時のもの。

### 1970年代
| 年       | 受賞者             | 職業・肩書き                                               | 受賞作                                                                  | 出身         | 専門分野                                             |
| -------- | ------------------ | ---------------------------------------------------------- | ----------------------------------------------------------------------- | ------------ | ---------------------------------------------------- |
| 1979年   | 大嶽秀夫           | 東北大学助教授                                             | 『現代日本の政治権力経済権力』                                          | 岐阜県       | 政治過程論 日本政治                                  |
| 1979年   | 小池和男           | 名古屋大学教授                                             | 『労働者の経営参加』を中心として                                        | 新潟県       | 労働経済学                                           |
| 1979年   | 斎藤明             | 毎日新聞社政治部副部長                                     | 『転換期の安保』への寄与を中心として                                    | 東京都       |                                                      |
| 1980年代 |                    |                                                            |                                                                         |              |                                                      |
| 年       | 受賞者             | 職業・肩書き                                               | 受賞作                                                                  | 出身         | 専門分野                                             |
| 1980年   | 野口悠紀雄         | 一橋大学助教授                                             | 『財政危機の構造』を中心として                                          | 東京都       | 日本経済論 ファイナンス理論                          |
| 1980年   | 香西泰             | 経済企画庁経済研究所 総括主任研究官                        | 『日本経済展望』への寄与を中心として                                    | 兵庫県       | 日本経済                                             |
| 1981年   | 中嶋嶺雄           | 東京外国語大学教授                                         | 『北京烈烈』                                                            | 長野県       | 現代中国政治                                         |
| 1981年   | 村松岐夫           | 京都大学教授                                               | 『戦後日本の官僚制』                                                    | 静岡県       | 行政学 地方自治論                                    |
| 1981年   | 安場保吉           | 大阪大学教授                                               | 『経済成長論』                                                          | 東京都       | 経済発展論 比較経済史                                |
| 1982年   | 猪口孝             | 東京大学助教授                                             | 『国際政治経済の構図』                                                  | 新潟県       | 政治学 国際関係論                                    |
| 1982年   | 長尾龍一           | 東京大学教授                                               | 『日本国家思想史研究』                                                  | 東京都       | 法哲学 政治思想史 憲法思想史                         |
| 1983年   | 石弘光             | 一橋大学教授                                               | 『財政改革の論理』                                                      | 東京都       | 財政学                                               |
| 1983年   | 植田和男           | 大阪大学助教授                                             | 『国際マクロ経済学と日本経済』                                          | 東京都       | マクロ経済学 金融論 国際金融論                       |
| 1984年   | 竹中平蔵           | 大蔵省財政金融研究室 主任研究官                            | 『研究開発と設備投資の経済学』                                          | 和歌山県     | 国際経済学                                           |
| 1984年   | 吉川洋             | 大阪大学助教授                                             | 『マクロ経済学研究』                                                    | 東京都       | マクロ経済学                                         |
| 1985年   | 青木昌彦           | 京都大学教授                                               | 『現代の企業』                                                          | 愛知県       | 比較制度分析                                         |
| 1985年   | 五百籏頭眞         | 神戸大学教授                                               | 『米国の日本占領政策』                                                  | 兵庫県       | 日本政治外交史 政策過程論 日米関係論                 |
| 1986年   | 斎藤修             | 一橋大学助教授                                             | 『プロト工業化の時代』                                                  | 埼玉県       | 比較経済史 歴史人口学                                |
| 1987年   | 猪木武徳           | 大阪大学教授                                               | 『経済思想』                                                            | 滋賀県       | 労働経済学 経済思想 経済史                           |
| 1987年   | 北岡伸一           | 立教大学教授                                               | 『清沢洌』                                                              | 奈良県       | 日本政治史                                           |
| 1988年   | 大津定美           | 龍谷大学教授                                               | 『現代ソ連の労働市場』                                                  | 北海道       | 経済政策                                             |
| 1988年   | 関場誓子           | ボストン総領事館領事                                       | 『超大国の回転木馬』                                                    | 三重県       | 国際政治学                                           |
| 1989年   | 島田晴雄           | 慶應義塾大学教授                                           | 『ヒューマンウェアの経済学』                                            | 東京都       | 労働経済学 日本経済論 経済政策                       |
| 1990年代 |                    |                                                            |                                                                         |              |                                                      |
| 年       | 受賞者             | 職業・肩書き                                               | 受賞作                                                                  | 出身         | 専門分野                                             |
| 1990年   | 石井菜穂子         | 大蔵省主税局 国際租税課課長補佐                            | 『政策協調の経済学』                                                    | 東京都       | 国際マクロ経済学                                     |
| 1990年   | Ｊ.Ｍ.ラムザイヤー | カリフォルニア大学ロサンゼルス校教授                       | 『法と経済学』                                                          | 宮崎県       | 日本法 法と経済学                                    |
| 1991年   | 塩沢由典           | 大阪市立大学教授                                           | 『市場の秩序学』                                                        | 長野県       | 理論経済学                                           |
| 1992年   | 白石隆             | コーネル大学准教授                                         | 『インドネシア 国家と政治』                                             | 愛媛県       | インドネシア政治                                     |
| 1993年   | 赤根谷達雄         | 筑波大学専任講師                                           | 『日本のガット加入問題』                                                | 秋田県       | 国際政治経済学 安全保障論                            |
| 1993年   | 岩井克人           | 東京大学教授                                               | 『貨幣論』                                                              | 東京都       | 不均衡動学 貨幣論 法人論                             |
| 1993年   | 岡崎哲二           | 東京大学助教授                                             | 『日本の工業化と鉄鋼産業』                                              | 東京都       | 日本経済史                                           |
| 1994年   | 黒田明伸           | 名古屋大学助教授                                           | 『中華帝国の構造と世界経済』                                            | 北海道       | 東アジア経済史                                       |
| 1994年   | 真渕勝             | 大阪市立大学助教授                                         | 『大蔵省統制の政治経済学』                                              | 兵庫県       | 行政学 公共政策分析                                  |
| 1995年   | 受賞者なし         |                                                            |                                                                         |              |                                                      |
| 1996年   | 杉原薫             | 大阪大学教授                                               | 『アジア間貿易の形成と構造』                                            | 京都府       | アジア経済史                                         |
| 1996年   | 田中明彦           | 東京大学助教授                                             | 『新しい「中世」』                                                      | 埼玉県       | 国際政治学                                           |
| 1996年   | 御厨貴             | 東京都立大学 (1949-2011)教授                               | 『政策の総合と権力』を中心として                                        | 東京都       | 日本政治史                                           |
| 1997年   | 関満博             | 専修大学助教授                                             | 『空洞化を超えて』を中心として                                          | 富山県       | 産業論 中小企業論 地域経済論                         |
| 1997年   | 若林正丈           | 東京大学教授                                               | 『蒋経国と李登輝』を中心として                                          | 長野県       | 台湾現代史 台湾現代政治                              |
| 1998年   | ポール・シェアード | ベアリング投信（株） ストラテジスト                        | 『メインバンク資本主義の危機』                                          | 豪州         | 日本経済                                             |
| 1998年   | 高尾義一           | 野村総合研究所研究理事                                     | 『金融デフレ』を中心として                                              | 大阪府       | 日本の金融システム                                   |
| 1999年   | 村田晃嗣           | 広島大学助教授                                             | 『大統領の挫折』                                                        | 兵庫県       | アメリカ外交                                         |
| 2000年代 |                    |                                                            |                                                                         |              |                                                      |
| 年       | 受賞者             | 職業・肩書き                                               | 受賞作                                                                  | 出身         | 専門分野                                             |
| 2000年   | 坂元一哉           | 大阪大学教授                                               | 『日米同盟の絆』                                                        | 福岡県       | 日米関係史                                           |
| 2001年   | 大野健一           | 政策研究大学院大学教授                                     | 『途上国のグローバリゼーション』 を中心として                           | 兵庫県       | 開発経済学 途上国経済論                              |
| 2001年   | 田所昌幸           | 防衛大学校教授                                             | 『「アメリカ」を超えたドル』                                            | 大阪府       | 国際政治学                                           |
| 2002年   | 玄田有史           | 東京大学助教授                                             | 『仕事のなかの曖昧な不安』                                              | 島根県       | 労働経済学                                           |
| 2002年   | 細谷雄一           | 敬愛大学専任講師                                           | 『戦後国際秩序とイギリス外交』                                          | 千葉県       | 国際政治史 イギリス外交史                            |
| 2003年   | 木村幹             | 神戸大学助教授                                             | 『韓国における「権威主義的」体制の成立』                                | 大阪府       | 比較政治学 朝鮮半島地域研究                          |
| 2003年   | 津上俊哉           | 独法経済産業研究所 上席研究員                              | 『中国台頭』                                                            | 愛媛県       | 中国地域研究                                         |
| 2003年   | 牧原出             | 東北大学大学院助教授                                       | 『内閣政治と「大蔵省支配」』                                            | 愛知県       | 行政学 日本政治史                                    |
| 2004年   | 川島真             | 北海道大学助教授                                           | 『中国近代外交の形成』                                                  | 東京都       | アジア政治外交史                                     |
| 2004年   | 国分良成           | 慶應義塾大学教授                                           | 『現代中国の政治と官僚制』を中心として                                  | 東京都       | 現代中国政治                                         |
| 2005年   | 岡本隆司           | 京都府立大学助教授                                         | 『属国と自主のあいだ』                                                  | 京都府       | 中国近代史 東アジア国際関係史                        |
| 2005年   | 大竹文雄           | 大阪大学教授                                               | 『日本の不平等』                                                        | 京都府       | 労働経済学                                           |
| 2005年   | 宮城大蔵           | 北海道大学専任講師                                         | 『戦後アジア秩序の模索と日本』                                          | 東京都       | アジア政治史                                         |
| 2006年   | 黒崎輝             | 立教大学兼任講師                                           | 『核兵器と日米関係』                                                    | 新潟県       | 国際政治学 国際政治史                                |
| 2006年   | 神門善久           | 明治学院大学教授                                           | 『日本の食と農』                                                        | 島根県       | 経済政策                                             |
| 2007年   | 飯尾潤             | 政策研究大学院大学教授                                     | 『日本の統治構造』                                                      | 兵庫県       | 現代日本政治理論                                     |
| 2007年   | 土居丈朗           | 慶應義塾大学准教授                                         | 『地方債改革の経済学』                                                  | 奈良県       | 財政学 公共経済学                                    |
| 2008年   | 堂目卓生           | 大阪大学教授                                               | 『アダム・スミス』                                                      | 岐阜県       | 経済思想史                                           |
| 2008年   | 松田宏一郎         | 立教大学教授                                               | 『江戸の知識から明治の政治へ』                                          | 広島県       | 日本政治思想史                                       |
| 2009年   | 武内進一           | 国際協力機構JICA研究所 上席研究員                          | 『現代アフリカの紛争と国家』                                            | 兵庫県       | アフリカ政治 地域紛争 平和構築論                     |
| 2010年代 |                    |                                                            |                                                                         |              |                                                      |
| 年       | 受賞者             | 職業・肩書き                                               | 受賞作                                                                  | 出身         | 専門分野                                             |
| 2010年   | 倉田徹             | 金沢大学准教授                                             | 『中国返還後の香港』                                                    | 神奈川県     | 現代中国政治                                         |
| 2010年   | 瀧井一博           | 国際日本文化研究センター 准教授                            | 『伊藤博文』                                                            | 福岡県       | 国制史、比較法史                                     |
| 2011年   | 井上正也           | 香川大学准教授                                             | 『日中国交正常化の政治史』                                              | 大阪府       | 日本外交史 国際関係論                                |
| 2011年   | 古川隆久           | 日本大学教授                                               | 『昭和天皇』                                                            | 東京都       | 日本近代史                                           |
| 2012年   | 井口治夫           | 名古屋大学教授                                             | 『鮎川義介と経済的国際主義』                                            | フィリピン   | 国際関係論 政治学                                    |
| 2012年   | 鈴木一人           | 北海道大学准教授                                           | 『宇宙開発と国際政治』                                                  | 長野県       | 国際政治学                                           |
| 2012年   | 待鳥聡史           | 京都大学教授                                               | 『首相政治の制度分析』                                                  | 福岡県       | アメリカ政治                                         |
| 2013年   | 砂原庸介           | 大阪大学准教授                                             | 『大阪―大都市は国家を超えるか』                                         | 大阪府       | 政治学                                               |
| 2013年   | 中島琢磨           | 龍谷大学准教授                                             | 『沖縄返還と日米安保体制』                                              | 長崎県       | 政治学 日本政治外交史                                |
| 2014年   | 大西裕             | 神戸大学教授                                               | 『先進国・韓国の憂鬱――少子高齢化、経済格差、グローバル化』              | 兵庫県       | 行政学 韓国政治                                      |
| 2014年   | 中澤渉             | 大阪大学准教授                                             | 『なぜ日本の公教育費は少ないのか――教育の公的役割を問いなおす』          | 埼玉県       | 教育社会学 社会階層論                                |
| 2015年   | 前田健太郎         | 東京大学准教授                                             | 『市民を雇わない国家』                                                  | 東京都       | 政治学                                               |
| 2016年   | 塩出浩之           | 琉球大学教授                                               | 『越境者の政治史』                                                      | 広島県       | 日本近代史 日本政治外交史                            |
| 2016年   | 白鳥潤一郎         | 北海道大学研究員                                           | 『「経済大国」日本の外交』                                              | 静岡県       | 国際政治学                                           |
| 2017年   | 伊藤公一朗         | シカゴ大学助教授                                           | 『データ分析の力 因果関係に迫る思考法』                                 | 宮城県       | 環境・エネルギー経済学 応用計量経済学                |
| 2017年   | 宮下雄一郎         | 松山大学准教授                                             | 『フランス再興と国際秩序の構想 第二次世界大戦期の政治と外交』           | 神奈川県     | 国際関係論 フランス外交史                            |
| 2018年   | 阿南友亮           | 東北大学教授                                               | 『中国はなぜ軍拡を続けるのか』                                          | 東京都       | 中国近代政治史 現代中国政治                          |
| 2018年   | 君塚直隆           | 関東学院大学教授                                           | 『立憲君主制の現在―日本人は「象徴天皇」を維持できるか』                 | 東京都       | イギリス政治外交史 近代ヨーロッパ国際政治史 王室研究 |
| 2018年   | 韓載香             | 北海道大学准教授                                           | 『パチンコ産業史―周縁経済から巨大市場へ』                               | ソウル特別市 | 現代日本経済史                                       |
| 2019年   | 善教将大           | 関西学院大学准教授                                         | 『維新支持の分析―ポピュリズムか、有権者の合理性か』                     | 広島県       | 政治行動論 政治意識論                                |
| 2019年   | 山口慎太郎         | 東京大学准教授                                             | 『「家族の幸せ」の経済学―データ分析でわかった結婚、出産、子育ての真実』 | 長崎県       | 労働経済学 家族の経済学                              |
| 2020年代 |                    |                                                            |                                                                         |              |                                                      |
| 年       | 受賞者             | 職業・肩書き                                               | 受賞作                                                                  | 出身         | 専門分野                                             |
| 2020年   | 酒井正             | 法政大学教授                                               | 『日本のセーフティーネット格差―労働市場の変容と社会保険』               | 東京都       | 労働経済学 社会保障論                                |
| 2020年   | 詫摩佳代           | 東京都立大学教授                                           | 『人類と病―国際政治から見る感染症と健康格差』                           | 広島県       | 国際政治学 国際機構論                                |
| 2021年   | 中井遼             | 北九州市立大学准教授                                       | 『欧州の排外主義とナショナリズム―調査から見る世論の本質』               | 北海道       | 比較政治学                                           |
| 2021年   | 中西嘉宏           | 京都大学准教授                                             | 『ロヒンギャ危機―「民族浄化」の真相』                                   | 兵庫県       | 東南アジア研究 比較政治学                            |
| 2022年   | 鎌田雄一郎         | カリフォルニア大学バークレー校ハース経営大学院准教授       | 『雷神と心が読めるヘンなタネ―こどものためのゲーム理論』                 | 神奈川県     | ゲーム理論 経済学                                    |
| 2022年   | 今野元             | 愛知県立大学外国語学部教授                                 | 『ドイツ・ナショナリズム―「普遍」対「固有」の二千年史』                 | 東京都       | 政治学 歴史学                                        |
| 2023年   | 宇南山卓           | 京都大学経済研究所教授                                     | 『現代日本の消費分析―ライフサイクル理論の現在地』                       | 埼玉県       | 経済統計学                                           |
| 2023年   | 東島雅昌           | 東京大学社会科学研究所准教授                               | 『民主主義を装う権威主義―世界化する選挙独裁とその論理』                 | 沖縄県       | 比較政治学                                           |
| 2024年   | 牧野百恵           | 日本貿易振興機構アジア経済研究所開発研究センター主任研究員 | 『ジェンダー格差―実証経済学は何を語るか』                               | 愛知県       | 開発ミクロ経済学                                     |
| 2024年   | 萬代悠             | 法政大学経済学部准教授                                     | 『三井大坂両替店―銀行業の先駆け、その技術と挑戦』                       | 大阪府       | 近世日本経済史                                       |

## 芸術・文学部門 - 受賞者
受賞者の職業・肩書きは、当時のもの。

### 1970年代
| 年       | 受賞者       | 職業・肩書き                                              | 受賞作                                                                            | 出身           | 専門分野                                 |
| -------- | ------------ | --------------------------------------------------------- | --------------------------------------------------------------------------------- | -------------- | ---------------------------------------- |
| 1979年   | 磯田光一     | 文芸評論家                                                | 『永井荷風』                                                                      | 神奈川県       | 文芸評論                                 |
| 1979年   | 酒井忠康     | 鎌倉近代美術館学芸員                                      | 『開化の浮世絵師 清親』を中心として                                               | 北海道         | 美術史                                   |
| 1979年   | 長谷川堯     | 武蔵野美術大学助教授                                      | 『建築有情』を中心として                                                          | 島根県         | 建築史                                   |
| 1980年代 |              |                                                           |                                                                                   |                |                                          |
| 年       | 受賞者       | 職業・肩書き                                              | 受賞作                                                                            | 出身           | 専門分野                                 |
| 1980年   | 小泉文夫     | 東京芸術大学教授                                          | 『民族音楽研究ノート』を中心として                                                | 東京都         | 民族音楽                                 |
| 1980年   | 谷沢永一     | 関西大学教授                                              | 『完本 紙つぶて』を中心として                                                     | 大阪府         | 文芸評論                                 |
| 1980年   | 若桑みどり   | 東京芸術大学助教授                                        | 『寓意と象徴の女性像』を中心として                                                | 兵庫県         | 西洋美術史 ジェンダー論                  |
| 1981年   | 中野三敏     | 九州大学助教授                                            | 『戲作研究』                                                                      | 福岡県         | 近世文学                                 |
| 1981年   | 芳賀徹       | 東京大学教授                                              | 『平賀源内』                                                                      | 山形県         | 比較文学                                 |
| 1982年   | 海老沢敏     | 国立音楽大学学長                                          | 『ルソーと音楽』を中心として                                                      | 東京府         | 音楽学                                   |
| 1982年   | 辻佐保子     | 名古屋大学教授                                            | 『古典世界からキリスト教世界へ』                                                  | 愛知県         | 美術史                                   |
| 1982年   | 樋口忠彦     | 山梨大学助教授                                            | 『日本の景観』                                                                    | 埼玉県         | 景観工学                                 |
| 1983年   | 郷原宏       | 詩人、読売新聞社記者                                      | 『詩人の妻 高村智恵子ノート』                                                     | 島根県         | 文芸評論                                 |
| 1983年   | 小林忠       | 東京国立博物館絵画室員                                    | 『江戸絵画史論』                                                                  | 東京都         | 日本美術史                               |
| 1983年   | 佐々木健一   | 東京大学助教授                                            | 『せりふの構造』                                                                  | 東京都         | 美学史                                   |
| 1984年   | 田中日佐夫   | 成城大学教授                                              | 『日本画 繚乱の季節』                                                             | 岡山県         | 日本美術史                               |
| 1984年   | 三浦雅士     | 評論家                                                    | 『メランコリーの水脈』を中心として                                                | 青森県         | 舞踏研究                                 |
| 1984年   | 吉田敦彦     | 学習院大学教授                                            | 『ギリシァ文化の深層』を中心として                                                | 東京都         | 神話学                                   |
| 1985年   | 大笹吉雄     | 演劇評論家                                                | 『日本現代演劇史』                                                                | 大阪府         | 演劇評論                                 |
| 1985年   | 玉泉八州男   | 東京工業大学教授                                          | 『女王陛下の興行師たち』                                                          | 新潟県         | 英文学                                   |
| 1985年   | 船山隆       | 東京芸術大学教授                                          | 『ストラヴィンスキー』                                                            | 福島県         | 音楽学                                   |
| 1986年   | 阿満利麿     | NHKチーフディレクター                                     | 『宗教の深層』                                                                    | 京都府         | 宗教学 日本思想史                        |
| 1986年   | 井上章一     | 京都大学助手                                              | 『つくられた桂離宮神話』を中心として                                              | 京都府         | 建築史                                   |
| 1986年   | 守屋毅       | 国立民族学博物館助教授                                    | 『近世芸能興行史の研究』                                                          | 京都府         | 日本文化史                               |
| 1987年   | 伊藤俊治     | 美術評論家                                                | 『ジオラマ論』                                                                    | 秋田県         | 美術史 写真史                            |
| 1987年   | 井上和雄     | 神戸商船大学教授                                          | 『モーツァルト心の軌跡』                                                          | 北海道         | 経済学 音楽評論                          |
| 1987年   | 宮岡伯人     | 北海道大学教授                                            | 『エスキモー』を中心として                                                        | 兵庫県         | 言語学                                   |
| 1988年   | 佐々木幹郎   | 詩人                                                      | 『中原中也』                                                                      | 奈良県         | 音楽文芸                                 |
| 1988年   | 原広司       | 東京大学教授                                              | 『空間〈機能から様相へ〉』                                                        | 神奈川県       | 建築学                                   |
| 1988年   | 松木寛       | 東京都美術館学芸員                                        | 『蔦屋重三郎』                                                                    | 宮城県         | 江戸芸術                                 |
| 1989年   | 森洋子       | 明治大学教授                                              | 『ブリューゲルの「子供の遊戯」』                                                  | 新潟県         | 西洋美術                                 |
| 1989年   | 渡辺裕       | 玉川大学専任講師                                          | 『聴衆の誕生』                                                                    | 千葉県         | 音楽美学                                 |
| 1990年代 |              |                                                           |                                                                                   |                |                                          |
| 年       | 受賞者       | 職業・肩書き                                              | 受賞作                                                                            | 出身           | 専門分野                                 |
| 1990年   | 北澤憲昭     | 美術評論家                                                | 『眼の神殿』                                                                      | 東京都         | 日本近代美術史                           |
| 1990年   | 鈴木博之     | 東京大学教授                                              | 『東京の「地霊（ゲニウス・ロキ）」』を中心として                                  | 東京都         | 建築史                                   |
| 1990年   | 長谷川櫂     | 俳人                                                      | 『俳句の宇宙』                                                                    | 熊本県         | 俳句                                     |
| 1991年   | 鹿島茂       | 共立女子大学助教授                                        | 『馬車が買いたい！』                                                              | 神奈川県       | フランス文学                             |
| 1991年   | 五味文彦     | 東京大学助教授                                            | 『中世のことばと絵』を中心として                                                  | 山梨県         | 日本中世史                               |
| 1991年   | 西垣通       | 明治大学教授                                              | 『デジタル・ナルシス』                                                            | 東京都         | 情報学                                   |
| 1992年   | 川本皓嗣     | 東京大学教授                                              | 『日本詩歌の伝統』                                                                | 大阪府         | 比較文学                                 |
| 1992年   | 中川真       | 京都市立芸術大学助教授                                    | 『平安京 音の宇宙』                                                               | 奈良県         | 音楽学                                   |
| 1993年   | 木下直之     | 兵庫県立近代美術館学芸員                                  | 『美術という見世物』                                                              | 静岡県         | 博物館学                                 |
| 1993年   | 杉田英明     | 東京大学助教授                                            | 『事物の声 絵画の詩』                                                             | 東京都         | 中東文化                                 |
| 1993年   | 馬渕明子     | 日本女子大学助教授                                        | 『美のヤヌス』                                                                    | 神奈川県       | 美術史                                   |
| 1994年   | 今橋映子     | 筑波大学専任講師                                          | 『異都憧憬 日本人のパリ』                                                         | 東京都         | 比較文化学                               |
| 1994年   | 玉蟲敏子     | 静嘉堂文庫美術館主任学芸員                                | 『酒井抱一筆 夏秋草図屏風』                                                       | 東京都         | 美術史                                   |
| 1994年   | 尹相仁       | 漢陽大学校文科大学助教授                                  | 『世紀末と漱石』                                                                  | 韓国           | 日本文学                                 |
| 1995年   | 今橋理子     | 東海大学専任講師                                          | 『江戸の花鳥画』                                                                  | 東京都         | 美術史                                   |
| 1995年   | 川崎賢子     | 文芸・演劇評論家                                          | 『彼等の昭和』                                                                    | 宮城県         | 文芸・演劇評論                           |
| 1995年   | 張競         | 東北芸術工科大学助教授                                    | 『近代中国と「恋愛」の発見』                                                      | 中国           | 日中比較文化論                           |
| 1996年   | 飯沢耕太郎   | 写真評論家                                                | 『写真美術館へようこそ』                                                          | 宮城県         | 写真評論                                 |
| 1996年   | 兵藤裕己     | 成城大学教授                                              | 『太平記〈よみ〉の可能性』                                                        | 愛知県         | 日本中世文学 芸能研究                    |
| 1997年   | イ・ヨンスク | 一橋大学助教授                                            | 『「国語」という思想』                                                            | 韓国           | 社会言語学                               |
| 1997年   | 稲賀繁美     | 国際日本文化研究センター助教授                            | 『絵画の黄昏』                                                                    | 広島県         | 美術研究                                 |
| 1997年   | 仁平勝       | 俳人・評論家                                              | 『俳句が文学になるとき』を中心として                                              | 東京都         | 俳句・文芸評論                           |
| 1998年   | 岩佐壯四郎   | 関東学院女子短期大学教授                                  | 『抱月のベル・エポック』                                                          | 島根県         | 日本近代文学                             |
| 1998年   | 佐伯順子     | 帝塚山学院大学助教授                                      | 『「色」と「愛」の比較文化史 』                                                   | 東京都         | 比較文化学                               |
| 1998年   | 高橋裕子     | 学習院大学教授                                            | 『イギリス美術』                                                                  | 東京都         | 西洋美術                                 |
| 1999年   | 榎本泰子     | 同志社大学専任講師                                        | 『楽人の都・上海』                                                                | 東京都         | 日中比較音楽学                           |
| 1999年   | 佐藤道信     | 東京芸術大学助教授                                        | 『明治国家と近代美術』                                                            | 秋田県         | 美術史                                   |
| 1999年   | 永渕康之     | 名古屋工業大学助教授                                      | 『バリ島』                                                                        | 兵庫県         | 文化人類学 民俗学                        |
| 2000年代 |              |                                                           |                                                                                   |                |                                          |
| 年       | 受賞者       | 職業・肩書き                                              | 受賞作                                                                            | 出身           | 専門分野                                 |
| 2000年   | 蒲池美鶴     | 京都大学助教授                                            | 『シェイクスピアのアナモルフォーズ』                                              | 愛媛県         | 英文学                                   |
| 2000年   | 成恵卿       | ソウル女子大学校副教授                                    | 『西洋の夢幻能』                                                                  | 韓国           | 比較文学                                 |
| 2000年   | 吉田憲司     | 国立民族学博物館教授                                      | 『文化の「発見」』                                                                | 京都府         | 文化人類学                               |
| 2001年   | 岡田暁生     | 神戸大学助教授                                            | 『オペラの運命』                                                                  | 京都府         | 音楽学                                   |
| 2001年   | 河合祥一郎   | 東京大学助教授                                            | 『ハムレットは太っていた！』                                                      | 福井県         | シェイクスピア                           |
| 2001年   | 田中優子     | 法政大学教授                                              | 『江戸百夢』                                                                      | 神奈川県       | 江戸文化                                 |
| 2002年   | 加藤徹       | 広島大学助教授                                            | 『京劇』                                                                          | 東京都         | 中国文学                                 |
| 2002年   | 小谷野敦     | 東京大学非常勤講師 明治大学兼任講師                       | 『聖母のいない国』                                                                | 茨城県         | 比較文学                                 |
| 2002年   | 沼野充義     | 東京大学助教授                                            | 『徹夜の塊 亡命文学論』                                                           | 東京都         | スラヴ文学                               |
| 2003年   | 飯島洋一     | 建築評論家 多摩美術大学教授                               | 『現代建築・アウシュヴィッツ以後』 を中心として                                   | 東京都         | 建築評論                                 |
| 2003年   | 宮崎法子     | 実践女子大学教授                                          | 『花鳥・山水画を読み解く』                                                        | 千葉県         | 中国絵画史                               |
| 2004年   | 田中貴子     | 京都精華大学人文学部助教授                                | 『あやかし考—不思議の中世へ』を中心として                                         | 京都府         | 国文学                                   |
| 2004年   | 原研哉       | グラフィックデザイナー 武蔵野美術大学教授                 | 『デザインのデザイン』                                                            | 岡山県         | デザイン学                               |
| 2005年   | 齋藤希史     | 東京大学助教授                                            | 『漢文脈の近代』                                                                  | 千葉県         | 漢文学                                   |
| 2005年   | 柴田元幸     | 東京大学教授                                              | 『アメリカン・ナルシス』                                                          | 東京都         | アメリカ文学                             |
| 2005年   | 宮下規久朗   | 神戸大学助教授                                            | 『カラヴァッジョ－聖性とヴィジョン』                                              | 愛知県         | 美術史                                   |
| 2006年   | 鈴木禎宏     | お茶の水女子大学助教授                                    | 『バーナード・リーチの生涯と芸術』                                                | 千葉県         | 比較文化史                               |
| 2006年   | 竹内一郎     | 劇作家・演出家                                            | 『手塚治虫＝ストーリーマンガの起源』                                              | 福岡県         | 漫画                                     |
| 2007年   | 河本真理     | 京都造形芸術大学准教授                                    | 『切断の時代』                                                                    | 東京都         | 美術史                                   |
| 2007年   | 三浦篤       | 東京大学教授                                              | 『近代芸術家の表象』                                                              | 島根県         | 美術史                                   |
| 2007年   | 山本淳子     | 京都先端科学大学准教授                                    | 『源氏物語の時代』                                                                | 石川県         | 平安朝文学                               |
| 2008年   | 奥中康人     | 大阪大学大学院招聘研究員                                  | 『国家と音楽-伊澤修二がめざした日本近代』                                         | 奈良県         | 音楽学                                   |
| 2008年   | 林洋子       | 京都造形芸術大学准教授                                    | 『藤田嗣治 作品をひらく-旅・手仕事・日本』                                        | 京都府         | 美術史                                   |
| 2009年   | 伊東信宏     | 大阪大学准教授                                            | 『中東欧音楽の回路』                                                              | 京都府         | 音楽学                                   |
| 2009年   | 藤原貞朗     | 茨城大学准教授                                            | 『オリエンタリストの憂鬱』                                                        | 大阪府         | 美術史                                   |
| 2009年   | 矢内賢二     | 日本芸術文化振興会職員                                    | 『明治キワモノ歌舞伎 空飛ぶ五代目菊五郎』                                         | 徳島県         | 歌舞伎                                   |
| 2010年代 |              |                                                           |                                                                                   |                |                                          |
| 年       | 受賞者       | 職業・肩書き                                              | 受賞作                                                                            | 出身           | 専門分野                                 |
| 2010年   | 石原あえか   | 慶應義塾大学商学部教授                                    | 『科学する詩人 ゲーテ』                                                           | 東京都         | ドイツ文学                               |
| 2010年   | 北河大次郎   | 文化財保存修復研究国際センター プロジェクト・マネージャー | 『近代都市パリの誕生』                                                            | 静岡県         | 土木工学・景観                           |
| 2010年   | 古田亮       | 東京藝術大学准教授                                        | 『俵屋宗達-琳派の祖の真実』                                                       | 東京都         | 日本美術史                               |
| 2011年   | 輪島裕介     | 大阪大学准教授                                            | 『創られた「日本の心」神話』                                                      | 石川県         | 音楽学                                   |
| 2011年   | 大和田俊之   | 慶應義塾大学法学部准教授                                  | 『アメリカ音楽史』                                                                | 神奈川県       | ポピュラー音楽                           |
| 2012年   | 堀まどか     | 国際日本文化研究センター 機関研究員                       | 『「二重国籍」詩人 野口米次郎』                                                   | 山口県         | 比較文学                                 |
| 2012年   | 水野千依     | 京都造形芸術大学准教授                                    | 『イメージの地層』                                                                | 大阪府         | ルネサンス美術                           |
| 2013年   | 阿部公彦     | 東京大学准教授                                            | 『文学を〈凝視する〉』                                                            | 神奈川県       | 英米文学                                 |
| 2013年   | 岡田万里子   | ミシガン大学日本研究センター 客員研究員                   | 『京舞井上流の誕生』                                                              |                | 演劇学                                   |
| 2014年   | 互盛央       | 講談社勤務                                                | 『言語起源論の系譜』                                                              | 東京都         | 言語論 思想史                            |
| 2014年   | 長門洋平     | 国際日本文化研究センター 機関研究員                       | 『映画音響論――溝口健二映画を聴く』                                                | 長野県         | 音楽研究 映画研究                        |
| 2015年   | 安藤礼二     | 多摩美術大学准教授                                        | 『折口信夫』                                                                      | 東京都         | 民俗学                                   |
| 2015年   | 大野裕之     | 劇作家                                                    | 『チャップリンとヒトラー―メディアとイメージの世界大戦―』                          | 大阪府         | 演劇論                                   |
| 2015年   | 吉田寛       | 立命館大学教授                                            | 『絶対音楽の美学と分裂する〈ドイツ〉』                                            | 福島県         | 美学芸術学                               |
| 2016年   | 池上裕子     | 神戸大学准教授                                            | 『越境と覇権』                                                                    | 東京都         | アメリカ美術                             |
| 2016年   | 沖本幸子     | 青山学院大学准教授                                        | 『乱舞の中世』                                                                    | 東京都         | 芸能史 表象文化論                        |
| 2016年   | 金沢百枝     | 東海大学教授                                              | 『ロマネスク美術革命』                                                            | 東京都         | 西洋美術史                               |
| 2017年   | 加藤耕一     | 東京大学准教授                                            | 『時がつくる建築 リノベーションの西洋建築史』                                     | 東京都         | 西洋建築史                               |
| 2017年   | 金子遊       | 批評家、映像作家                                          | 『映像の境域 アートフィルム／ワールドシネマ』                                     | 埼玉県         | 映像表現論 映画批評                      |
| 2018年   | 京谷啓徳     | 九州大学准教授                                            | 『凱旋門と活人画の風俗史―儚きスペクタクルの力』                                   | 香港           | 西洋美術史                               |
| 2018年   | 真鍋昌賢     | 北九州市立大学教授                                        | 『浪花節 流動する語り芸―演者と聴衆の近代』                                        | 大阪府         | メディア文化論 口承文芸研究 民俗学       |
| 2019年   | 桑木野幸司   | 大阪大学准教授                                            | 『ルネサンス庭園の精神史―権力と知と美のメディア空間』                             | 静岡県         | 西欧建築・庭園史 美術史 ルネサンス思想史 |
| 2019年   | 鈴木聖子     | パリ第7大学助教                                           | 『〈雅楽〉の誕生―田辺尚雄が見た大東亜の響き』                                     | 東京都         | 日本音楽芸能の文化資源学                 |
| 2020年代 |              |                                                           |                                                                                   |                |                                          |
| 年       | 受賞者       | 職業・肩書き                                              | 受賞作                                                                            | 出身           | 専門分野                                 |
| 2020年   | 李賢晙       | 小樽商科大学准教授                                        | 『「東洋」を踊る崔承喜』                                                          | 大韓民国       | 日韓比較文学 比較文化                    |
| 2020年   | 中嶋泉       | 大阪大学大学院准教授                                      | 『アンチ・アクション―日本戦後絵画と女性画家』                                     | 神奈川県       | 美術史 フェミニズム美術理論              |
| 2021年   | 川瀬慈       | 国立民族学博物館准教授                                    | 『エチオピア高原の吟遊詩人―うたに生きる者たち』                                   | 岐阜県         | 映像人類学 アフリカ地域研究              |
| 2021年   | 堀井一摩     | 早稲田大学、津田塾大学等非常勤講師                        | 『国民国家と不気味なもの―日露戦後文学の〈うち〉なる他者像』                       | 新潟県         | 日本近代文学 批評理論                    |
| 2022年   | 邵丹         | 東京外国語大学世界言語社会教育センター専任講師            | 『翻訳を産む文学、文学を産む翻訳―藤本和子、村上春樹、ＳＦ小説家と複数の訳者たち』 | 中華人民共和国 | 翻訳研究 世界文学論 ジェンダー研究       |
| 2022年   | 奈倉有里     | 翻訳家、早稲田大学等非常勤講師                            | 『アレクサンドル・ブローク 詩学と生涯』を中心として                               | 東京都         | ロシア詩 現代ロシア文学                  |
| 2022年   | 村島彩加     | 明治大学兼任講師、青山学院大学非常勤講師                  | 『舞台の面影―演劇写真と役者・写真師』                                             | 東京都         | 日本近代演劇（主に歌舞伎、宝塚歌劇）     |
| 2023年   | 菱岡憲治     | 山口県立大学国際文化学部准教授                            | 『大才子 小津久足―伊勢商人の蔵書・国学・紀行文』                                  | 福岡県         | 日本近世文学                             |
| 2023年   | 鷲谷花       | 大阪国際児童文学振興財団特別専門員                        | 『姫とホモソーシャル―半信半疑のフェミニズム映画批評』                             | 東京都         | 映画学                                   |
| 2024年   | 片岡真伊     | 国際日本文化研究センター准教授 総合研究大学院大学准教授   | 『日本の小説の翻訳にまつわる特異な問題―文化の架橋者たちがみた「あいだ」』         | 栃木県         | 比較文学 日本近代文学                    |
| 2024年   | 呉孟晋       | 京都大学人文科学研究所准教授                              | 『移ろう前衛―中国から台湾への絵画のモダニズムと日本』                             | 兵庫県         | 中国絵画史                               |

## 社会・風俗部門 - 受賞者
受賞者の職業・肩書きは、当時のもの。

### 1970年代
| 年       | 受賞者             | 職業・肩書き                                               | 受賞作                                                             | 出身     | 専門分野                                     |
| -------- | ------------------ | ---------------------------------------------------------- | ------------------------------------------------------------------ | -------- | -------------------------------------------- |
| 1979年   | 藤原房子           | 日本経済新聞記者                                           | 『手の知恵―秘められた可能性』                                      | 福井県   | ジャーナリスト                               |
| 1979年   | 福田紀一           | 大阪・明星学園教諭                                         | 『おやじの国史とむすこの日本史』                                   | 大阪府   | 日本思想史                                   |
| 1979年   | 日下公人           | 日本長期信用銀行参与                                       | 『新・文化産業論』                                                 | 兵庫県   | 経済学                                       |
| 1980年代 |                    |                                                            |                                                                    |          |                                              |
| 年       | 受賞者             | 職業・肩書き                                               | 受賞作                                                             | 出身     | 専門分野                                     |
| 1980年   | 立川昭二           | 北里大学教授                                               | 『歴史紀行 死の風景』                                              | 東京都   | 病理史                                       |
| 1981年   | 平川祐弘           | 東京大学教授                                               | 『小泉八雲』を中心として                                           | 東京都   | 比較文学                                     |
| 1981年   | 金子務             | 中央公論社 『自然』編集部次長                              | 『アインシュタイン・ショック』                                     | 埼玉県   | 科学史                                       |
| 1981年   | 岡崎久彦           | 駐米日本国大使館公使                                       | 『国家と情報』                                                     | 関東州   | 外交論                                       |
| 1982年   | 本間千枝子         | 主婦                                                       | 『アメリカの食卓』                                                 | 東京都   | ノンフィクション                             |
| 1982年   | 浜口恵俊           | 大阪大学助教授                                             | 『間人主義の社会 日本』                                            | 和歌山県 | 社会学                                       |
| 1983年   | 向井敏             | 批評家                                                     | 『虹をつくる男たち』                                               | 大阪府   | 広告批評                                     |
| 1983年   | 船橋洋一           | 朝日新聞社記者                                             | 『内部—ある中国報告』                                              | 北京     | ジャーナリスト                               |
| 1984年   | 西部邁             | 東京大学助教授                                             | 『生まじめな戯れ』を中心として                                     | 北海道   | 社会経済学                                   |
| 1984年   | 天野郁夫           | 東京大学教授                                               | 『試験の社会史』                                                   | 神奈川県 | 教育社会学                                   |
| 1985年   | 陣内秀信           | 法政大学助教授                                             | 『東京の空間人類学』                                               | 福岡県   | イタリア建築・都市史                         |
| 1985年   | 青木保             | 大阪大学教授                                               | 『儀礼の象徴性』                                                   | 東京都   | 文化人類学                                   |
| 1986年   | 堀内勝             | 中部大学教授                                               | 『ラクダの文化誌』                                                 | 山梨県   | アラブ文学                                   |
| 1986年   | 藤森照信           | 東京大学助教授                                             | 『建築探偵の冒険・東京篇』                                         | 長野県   | 建築史                                       |
| 1986年   | 大貫恵美子         | ウィスコンシン大学教授                                     | 『日本人の病気観』                                                 | 兵庫県   | 文化人類学                                   |
| 1987年   | 袴田茂樹           | 青山学院大学教授                                           | 『深層の社会主義』                                                 | 広島県   | ロシア社会論                                 |
| 1987年   | 長島伸一           | 長野大学講師                                               | 『世紀末までの大英帝国』                                           | 神奈川県 | 19世紀英国史                                 |
| 1988年   | 鳴海邦碩           | 大阪大学助教授                                             | 『アーバン・クライマクス』を中心として                             | 青森県   | 都市環境デザイン                             |
| 1988年   | 梶田孝道           | 津田塾大学助教授                                           | 『エスニシティと社会変動』                                         | 岐阜県   | 国際社会学                                   |
| 1989年   | 養老孟司           | 東京大学教授                                               | 『からだの見方』                                                   | 神奈川県 | 解剖学                                       |
| 1989年   | 原田信男           | 札幌大学女子短期大学部助教授                               | 『江戸の料理史』                                                   | 栃木県   | 生活文化史                                   |
| 1989年   | 荒俣宏             | 作家・翻訳家                                               | 『世界大博物図鑑 第2巻 魚類』                                      | 東京都   | 博物学                                       |
| 1990年代 |                    |                                                            |                                                                    |          |                                              |
| 年       | 受賞者             | 職業・肩書き                                               | 受賞作                                                             | 出身     | 専門分野                                     |
| 1990年   | 劉香織             | 東京大学博士課程                                           | 『断髪—近代アジアの文化衝突』                                      | 兵庫県   | 比較文化                                     |
| 1990年   | 上垣外憲一         | 国際日本文化研究センター助教授                             | 『雨森芳洲』                                                       | 長野県   | 比較文学                                     |
| 1991年   | 川本三郎           | 評論家                                                     | 『大正幻影』                                                       | 東京都   | 文芸評論                                     |
| 1992年   | 劉岸偉             | 札幌大学助教授                                             | 『東洋人の悲哀』                                                   | 中国     | 比較文学                                     |
| 1992年   | 倉沢愛子           | 在インドネシア日本大使館 専門調査員                        | 『日本占領下のジャワ農村の変容』                                   | 大阪府   | 東南アジア社会史                             |
| 1993年   | 松山巖             | 評論家                                                     | 『うわさの遠近法』                                                 | 東京都]  | 小説家・文芸評論                             |
| 1994年   | 大塚英志           | 評論家                                                     | 『戦後まんがの表現空間』                                           | 東京都   | 漫画批評                                     |
| 1994年   | 上野千鶴子         | 東京大学助教授                                             | 『近代家族の成立と終焉』                                           | 富山県   | 家族社会学 ジェンダー論                      |
| 1995年   | 武田雅哉           | 北海道大学助教授                                           | 『蒼頡たちの宴』                                                   | 北海道   | 中国文学                                     |
| 1995年   | 奥本大三郎         | 埼玉大学教授                                               | 『楽しき熱帯』                                                     | 大阪府   | フランス文学                                 |
| 1996年   | 小熊英二           | 東京大学博士課程                                           | 『単一民族神話の起源』                                             | 東京都   | 歴史社会学 相関社会科学                      |
| 1996年   | 安克昌             | 神戸大学助手                                               | 『心の傷を癒すということ』                                         | 大阪府   | 精神医学                                     |
| 1997年   | 港千尋             | 多摩美術大学助教授                                         | 『記憶』                                                           | 神奈川県 | 写真評論                                     |
| 1997年   | 西川恵             | 毎日新聞社ローマ支局長                                     | 『エリゼ宮の食卓』                                                 | 長崎県   | フランス文化                                 |
| 1998年   | 四方田犬彦         | 明治学院大学教授                                           | 『映画史への招待』を中心として                                     | 大阪府   | 比較文学・映画史                             |
| 1998年   | 原武史             | 山梨学院大学助教授                                         | 『「民都」大阪対「帝都」東京』                                     | 東京都   | 日本政治思想史                               |
| 1999年   | 結城英雄           | 法政大学教授                                               | 『「ユリシーズ」の謎を歩く』                                       | 群馬県   | イギリス文学                                 |
| 1999年   | 古田博司           | 筑波大学助教授                                             | 『東アジアの思想風景』を中心として                                 | 神奈川県 | 東アジア政治学 韓国政治学                    |
| 2000年代 |                    |                                                            |                                                                    |          |                                              |
| 年       | 受賞者             | 職業・肩書き                                               | 受賞作                                                             | 出身     | 専門分野                                     |
| 2000年   | 武田徹             | ジャーナリスト・評論家                                     | 『流行人類学クロニクル』                                           | 東京都   | ジャーナリズム・社会学                       |
| 2000年   | 勝見洋一           | 著述業                                                     | 『中国料理の迷宮』                                                 | 東京都   | 料理評論                                     |
| 2001年   | 野崎歓             | 東京大学助教授                                             | 『ジャン・ルノワール 越境する映画』を中心として                    | 新潟県   | フランス文学                                 |
| 2001年   | 春日直樹           | 大阪大学教授                                               | 『太平洋のラスプーチン』                                           | 東京都   | 経済人類学                                   |
| 2002年   | 切通理作           | 文筆者                                                     | 『宮崎駿の〈世界〉                                                 | 東京都   | 文化批評                                     |
| 2002年   | 河東仁             | 立教大学助教授                                             | 『日本の夢信仰』                                                   | 東京都   | 宗教学                                       |
| 2003年   | 瀬川千秋           | 翻訳家・フリーランスライター                               | 『闘蟋(とうしつ)』                                                 | 東京都   | 中国文化                                     |
| 2003年   | 佐藤卓己           | 国際日本文化研究センター助教授                             | 『「キング」の時代』                                               | 広島県   | メディア論                                   |
| 2004年   | 渡辺靖             | 慶應義塾大学環境情報学部助教授                             | 『アフター・アメリカ—ボストニアンの軌跡と〈文化の政治学〉』        | 北海道   | 文化人類学                                   |
| 2004年   | 黒岩比佐子         | ノンフィクションライター                                   | 『「食道楽」の人—村井弦斎』                                        | 東京都   | ノンフィクション                             |
| 2005年   | 該当なし           |                                                            |                                                                    |          |                                              |
| 2006年   | マイク・モラスキー | ミネソタ大学准教授                                         | 『戦後日本のジャズ文化—映画・文学・アングラ』                      | 米国     | 戦後日本文化史                               |
| 2007年   | ヨコタ村上孝之     | 大阪大学准教授                                             | 『色男の研究』                                                     |          | 比較文学                                     |
| 2007年   | 福岡伸一           | 青山学院大学教授                                           | 『生物と無生物のあいだ』                                           | 東京都   | 分子生物学                                   |
| 2008年   | 平松剛             | ノンフィクション作家                                       | 『磯崎新の「都庁」-戦後日本最大のコンペ』                          |          | 建築史                                       |
| 2008年   | 片山杜秀           | 慶應義塾大学准教授                                         | 『音盤考現学』 『音盤博物誌』                                      | 宮城県   | 政治思想史 音楽評論                          |
| 2009年   | 持田叙子           | 近代文学研究者                                             | 『荷風へ、ようこそ』                                               |          | 日本近代文学                                 |
| 2009年   | 秋山聰             | 東京大学准教授                                             | 『聖遺物崇敬の心性史—西洋中世の聖性と造形』                        | 長崎県   | 西洋美術史                                   |
| 2010年代 |                    |                                                            |                                                                    |          |                                              |
| 年       | 受賞者             | 職業・肩書き                                               | 受賞作                                                             | 出身     | 専門分野                                     |
| 2010年   | 米田綱路           | 図書新聞スタッフライター                                   | 『モスクワの孤独 -「雪どけ」からプーチン時代のインテリゲンツィア』 | 奈良県   | ジャーナリスト                               |
| 2011年   | 小川さやか         | 国立民族学博物館機関研究員                                 | 『都市を生きぬくための狡知 -タンザニアの零細商人マチンガの民族誌』 | 愛知県   | 文化人類学                                   |
| 2012年   | 渡辺一史           | ノンフィクション作家                                       | 『北の無人駅から』                                                 | 大阪府   | ノンフィクション                             |
| 2012年   | 酒井隆史           | 大阪府立大学准教授                                         | 『通天閣 新・日本資本主義発達史』                                  |          | 社会思想史                                   |
| 2013年   | 青木深             | 一橋大学特任講師                                           | 『めぐりあうものたちの群像―戦後日本の米軍基地と音楽1945-1958』     |          | 文化人類学 ポピュラー音楽研究                |
| 2013年   | 中西竜也           | 京都大学特定助教                                           | 『中華と対話するイスラーム―7-19世紀中国ムスリムの思想的営為』      |          | 東洋史学                                     |
| 2014年   | 小川和也           | 中京大学教授                                               | 『儒学殺人事件――堀田正俊と徳川綱吉』                               | 群馬県   | 日本思想史 日本近世史                        |
| 2014年   | 通崎睦美           | 木琴・マリンバ奏者                                         | 『木琴デイズ――平岡養一「天衣無縫の音楽人生」』                     | 京都府   | 音楽                                         |
| 2015年   | 滝澤克彦           | 長崎大学准教授                                             | 『越境する宗教 モンゴルの福音派』                                  | 広島県   | 宗教学                                       |
| 2016年   | 木村洋             | 熊本県立大学准教授                                         | 『文学熱の時代』                                                   | 兵庫県   | 日本近代文学                                 |
| 2017年   | 遠藤正敬           | 早稲田大学台湾研究所次席研究員                             | 『戸籍と無戸籍 「日本人」の輪郭』                                  | 千葉県   | 政治と戸籍および国籍                         |
| 2017年   | 福間良明           | 立命館大学教授                                             | 『「働く青年」と教養の戦後史――「人生雑誌」と読者のゆくえ』         | 熊本県   | メディア史 歴史社会学                        |
| 2018年   | 溝井裕一           | 関西大学教授                                               | 『水族館の文化史―ひと・動物・モノがおりなす魔術的世界』            | 兵庫県   | ひとと動物の関係史 西洋文化史 ドイツ民間伝承 |
| 2019年   | 小泉悠             | 東京大学特任助教                                           | 『「帝国」ロシアの地政学―「勢力圏」で読むユーラシア戦略』          | 千葉県   | ロシアの安全保障政策                         |
| 2019年   | 藤原辰史           | 京都大学准教授                                             | 『分解の哲学―腐敗と発酵をめぐる思考』                              | 北海道   | ドイツ現代史 食と農の歴史                    |
| 2020年代 |                    |                                                            |                                                                    |          |                                              |
| 年       | 受賞者             | 職業・肩書き                                               | 受賞作                                                             | 出身     | 専門分野                                     |
| 2020年   | 伊藤亜紗           | 東京工業大学准教授                                         | 『記憶する体』                                                     | 東京都   | 美学                                         |
| 2020年   | 志村真幸           | 南方熊楠顕彰会理事                                         | 『南方熊楠のロンドン―国際学術雑誌と近代科学の進歩』                | 神奈川県 | 南方熊楠研究                                 |
| 2021年   | 小島庸平           | 東京大学大学院准教授                                       | 『サラ金の歴史―消費者金融と日本社会』                              | 東京都   | 日本農業史 日本金融史 日本経済史             |
| 2021年   | 竹倉史人           | 人類学者・独立研究者                                       | 『土偶を読む―130年間解かれなかった縄文神話の謎』                   | 東京都   | 人類学                                       |
| 2022年   | 岩間一弘           | 慶應義塾大学文学部教授                                     | 『中国料理の世界史―美食のナショナリズムをこえて』                  | 神奈川県 | 東アジア近現代史 食の文化交流史 中国都市史   |
| 2022年   | 藪耕太郎           | 仙台大学体育学部准教授                                     | 『柔術狂時代―20世紀初頭アメリカにおける柔術ブームとその周辺』      | 兵庫県   | 武道史 スポーツ史 身体文化史                 |
| 2023年   | 阿部卓也           | 愛知淑徳大学創造表現学部准教授                             | 『杉浦康平と写植の時代―光学技術と日本語のデザイン』                | 岩手県   | デザイン論 メディア論 記号論                 |
| 2023年   | 小俣ラポー日登美   | 京都大学白眉センター／人文科学研究所特定准教授             | 『殉教の日本―近世ヨーロッパにおける宣教のレトリック』              |          | 歴史学                                       |
| 2024年   | 柴田康太郎         | 早稲田大学総合人文科学研究センター次席研究員               | 『映画館に鳴り響いた音―戦前東京の映画館と音文化の近代』            | 神奈川県 | 映画学 音楽学                                |
| 2024年   | 渡辺将人           | 慶應義塾大学総合政策学部、大学院政策・メディア研究科准教授 | 『台湾のデモクラシー―メディア、選挙、アメリカ』                    | 東京都   | アメリカ政治・外交 比較政治                  |

## 思想・歴史部門 - 受賞者
受賞者の職業・肩書きは、当時のもの。

### 1980年代
| 年       | 受賞者           | 職業・肩書き                                        | 受賞作                                                                | 出身     | 専門分野                                          |
| -------- | ---------------- | --------------------------------------------------- | --------------------------------------------------------------------- | -------- | ------------------------------------------------- |
| 1980年   | 阿部謹也         | 一橋大学教授                                        | 『中世を旅する人びと』                                                | 東京都   | ドイツ中世史                                      |
| 1980年   | 野口武彦         | 神戸大学助教授                                      | 『江戸の歴史家』                                                      | 東京都   | 近世儒学                                          |
| 1981年   | 塩野七生         | 評論家・小説家                                      | 『海の都の物語』                                                      | 東京都   | イタリア史                                        |
| 1981年   | 吉沢英成         | 甲南大学教授                                        | 『貨幣と象徴』                                                        | 東京都   | 社会政治経済学                                    |
| 1982年   | 清水廣一郎       | 広島大学教授                                        | 『中世イタリア商人の世界』                                            | 東京都   | イタリア史                                        |
| 1982年   | 中村良夫         | 東京工業大学教授                                    | 『風景学入門』                                                        | 東京都   | 景観工学・国土史                                  |
| 1983年   | 有泉貞夫         | 東京商船大学教授                                    | 『星亨』                                                              | 山梨県   | 日本近代政治史                                    |
| 1983年   | 本城靖久         | 著述、翻訳業                                        | 『グランド・ツアー』                                                  | 京都府   | 旅行評論                                          |
| 1983年   | 増成隆士         | 筑波大学助教授                                      | 『思考の死角を視る』                                                  | 東京都   | 美学・哲学                                        |
| 1984年   | 菅野盾樹         | 大阪大学助教授                                      | 『我、ものに遭う』                                                    | 東京都   | 記号学 人間学 形而上学                            |
| 1984年   | 中沢新一         | 東京外国語大学助手                                  | 『チベットのモーツァルト』                                            | 山梨県   | 宗教学・人類学                                    |
| 1985年   | 佐伯啓思         | 滋賀大学助教授                                      | 『隠された思考』                                                      | 奈良県   | 社会経済学 社会思想史                             |
| 1985年   | 武田佐知子       | 大阪外国語大学助教授                                | 『古代国家の形成と衣服制』                                            | 東京都   | 日本古代史 服装史 女性史                          |
| 1985年   | 二木謙一         | 國學院大學教授                                      | 『中世武家儀礼の研究』                                                | 東京都   | 日本中世史 （戦国史）                             |
| 1986年   | 井上達夫         | 千葉大学助教授                                      | 『共生の作法』                                                        | 大阪府   | 法哲学                                            |
| 1986年   | 今田高俊         | 東京工業大学助教授                                  | 『自己組織性』                                                        | 兵庫県   | 社会学                                            |
| 1986年   | 坂部恵           | 東京大学教授                                        | 『和辻哲郎』を中心として                                              | 神奈川県 | 哲学                                              |
| 1987年   | 延広真治         | 東京大学助教授                                      | 『落語はいかにして形成されたか』                                      | 徳島県   | 近世文学・落語                                    |
| 1987年   | 山内昌之         | 東京大学助教授                                      | 『スルタンガリエフの夢』                                              | 北海道   | 近代イスラム史 中央アジア史 国際関係史            |
| 1988年   | 笠谷和比古       | 国文学研究資料館助手                                | 『主君「押込」の構造』                                                | 兵庫県   | 日本近世史                                        |
| 1989年   | 安野眞幸         | 弘前大学教授                                        | 『バテレン追放令』                                                    | 神奈川県 | 日本中世史                                        |
| 1989年   | 堀池信夫         | 筑波大学助教授                                      | 『漢魏思想史研究』                                                    | 東京都   | 中国思想史                                        |
| 1989年   | 鷲田清一         | 関西大学教授                                        | 『分散する理性』および 『モードの迷宮』                               | 京都府   | 臨床哲学・倫理学                                  |
| 1990年代 |                  |                                                     |                                                                       |          |                                                   |
| 年       | 受賞者           | 職業・肩書き                                        | 受賞作                                                                | 出身     | 専門分野                                          |
| 1990年   | 石川九楊         | 書家                                                | 『書の終焉』                                                          | 福井県   | 書道・書道史                                      |
| 1990年   | 西村清和         | 埼玉大学教授                                        | 『遊びの現象学』                                                      | 京都府   | 美学                                              |
| 1991年   | 坂本多加雄       | 学習院大学教授                                      | 『市場・道徳・秩序』                                                  | 愛知県   | 日本政治思想史                                    |
| 1991年   | 山室恭子         | 神戸大学助教授                                      | 『中世のなかに生まれた近世』                                          | 東京都   | 日本近世史                                        |
| 1992年   | 坂本一登         | 國學院大學教授                                      | 『伊藤博文と明治国家形成』                                            | 広島県   | 日本近代史                                        |
| 1992年   | 新村拓           | 神奈川県立茅ケ崎高校 定時制教諭                     | 『老いと看取りの社会史』 を中心として                                 | 静岡県   | 医療史                                            |
| 1993年   | 佐々木力         | 東京大学教授                                        | 『近代学問理念の誕生』                                                | 宮城県   | 科学史・科学哲学                                  |
| 1993年   | 高山博           | 東京大学助教授                                      | 『中世地中海世界とシチリア王国』                                      | 福岡県   | 西洋史                                            |
| 1994年   | 小杉泰           | 国際大学助教授                                      | 『現代中東とイスラーム政治』                                          | 北海道   | イスラム研究                                      |
| 1994年   | 園田英弘         | 国際日本文化研究センター教授                        | 『西洋化の構造』                                                      | 福岡県   | 日本社会史 比較社会学                             |
| 1994年   | 本村凌二         | 東京大学教授                                        | 『薄闇のローマ世界』                                                  | 熊本県   | 古代ローマ社会史                                  |
| 1995年   | 石川達夫         | 広島大学助教授                                      | 『マサリクとチェコの精神』                                            | 東京都   | スラヴ文化論 ロシア・チェコ文学                   |
| 1995年   | 杉山正明         | 京都大学助教授                                      | 『クビライの挑戦』                                                    | 静岡県   | モンゴル史 中央ユーラシア史                       |
| 1996年   | 王柯             | 神戸大学助教授                                      | 『東トルキスタン共和国研究』                                          | 中国南陽 | 歴史学                                            |
| 1996年   | 坂本達哉         | 慶應義塾大学教授                                    | 『ヒュームの文明社会』                                                | 東京都   | イギリス社会思想                                  |
| 1997年   | 広田照幸         | 東京大学助教授                                      | 『陸軍将校の教育社会史』                                              | 広島県   | 教育社会学                                        |
| 1997年   | 三谷博           | 東京大学教授                                        | 『明治維新とナショナリズム』                                          | 広島県   | 日本近代史                                        |
| 1998年   | 豊永郁子         | 九州大学助教授                                      | 『サッチャリズムの世紀』                                              | 愛知県   | 比較政治学                                        |
| 1998年   | 山内進           | 一橋大学教授                                        | 『北の十字軍』を中心として                                            | 北海道   | 法制史・法文化史 西洋中世法史                     |
| 1999年   | 東浩紀           | 日本学術振興会特別研究員                            | 『存在論的、郵便的 -ジャック・デリダについて』                        | 東京都   | ポストモダン 現代思想                             |
| 1999年   | 下條信輔         | カリフォルニア工科大学教授                          | 『〈意識〉とは何だろうか』 を中心として                               | 東京都   | 認知心理学                                        |
| 2000年代 |                  |                                                     |                                                                       |          |                                                   |
| 年       | 受賞者           | 職業・肩書き                                        | 受賞作                                                                | 出身     | 専門分野                                          |
| 2000年   | 新宮一成         | 京都大学教授                                        | 『夢分析』を中心として                                                | 大阪府   | 精神医学                                          |
| 2000年   | 酒井健           | 法政大学教授                                        | 『ゴシックとは何か』                                                  | 東京都   | フランス文学                                      |
| 2000年   | 金森修           | 東京水産大学教授                                    | 『サイエンス・ウォーズ』                                              | 北海道   | 科学哲学                                          |
| 2001年   | 長尾伸一         | 名古屋大学助教授                                    | 『ニュートン主義とスコットランド啓蒙』                                | 愛知県   | 経済史                                            |
| 2001年   | 菅野覚明         | 東京大学助教授                                      | 『神道の逆襲』                                                        | 東京都   | 倫理学                                            |
| 2002年   | 田中純           | 東京大学助教授                                      | 『アビ・ヴァールブルク 記憶の迷宮』                                   | 宮城県   | 思想史                                            |
| 2003年   | 六車由実         | 東北芸術工科大学 東北文化研究センター研究員         | 『神、人を喰う』                                                      | 静岡県   | 民俗学                                            |
| 2003年   | R.D.エルドリッヂ | 大阪大学大学院助教授                                | 『沖縄問題の起源』                                                    | 米国     | 政治学                                            |
| 2004年   | 平野聡           | 東京大学大学院 法学政治学研究科助教授               | 『清帝国とチベット問題 —多民族統合の成立と瓦解』                      | 神奈川県 | アジア政治外交史                                  |
| 2005年   | 村井良太         | 駒澤大学専任講師                                    | 『政党内閣制の成立』                                                  | 香川県   | 日本政治外交史                                    |
| 2005年   | 関口すみ子       | 法政大学助教授                                      | 『御一新とジェンダー』                                                | 群馬県   | ジェンダー論                                      |
| 2005年   | 苅谷剛彦         | 東京大学教授                                        | 『教育の世紀』                                                        | 東京都   | 教育社会学                                        |
| 2006年   | 中島秀人         | 東京工業大学助教授                                  | 『日本の科学／技術はどこへいくのか』 を中心として                     | 東京都   | 科学技術史                                        |
| 2006年   | 苅部直           | 東京大学教授                                        | 『丸山眞男—リベラリストの肖像』 を中心として                          | 東京都   | 日本政治思想史                                    |
| 2007年   | 納富信留         | 慶應義塾大学文学部准教授                            | 『ソフィストとは誰か？』                                              | 東京都   | 哲学                                              |
| 2007年   | 宇野重規         | 東京大学 社会科学研究所准教授                       | 『トクヴィル 平等と不平等の理論家』                                   | 東京都   | 政治思想史                                        |
| 2008年   | 松木武彦         | 岡山大学准教授                                      | 『列島創世記 -旧石器・縄文・弥生・古墳時代』                          | 愛媛県   | 考古学                                            |
| 2008年   | 日暮吉延         | 鹿児島大学教授                                      | 『東京裁判』                                                          | 東京都   | 日本政治外交史                                    |
| 2009年   | 松森奈津子       | 静岡県立大学 国際関係学部講師                       | 『野蛮から秩序へ -インディアス問題とサラマンカ学派』                  | 東京都   | 政治学                                            |
| 2009年   | 池内恵           | 東京大学 先端科学技術研究センター 准教授            | 『イスラーム世界の論じ方』                                            | 東京都   | アラブ研究                                        |
| 2010年代 |                  |                                                     |                                                                       |          |                                                   |
| 年       | 受賞者           | 職業・肩書き                                        | 受賞作                                                                | 出身     | 専門分野                                          |
| 2010年   | 田中久美子       | 東京大学大学院 情報理工学系研究科准教授             | 『記号と再帰 -記号論の形式・プログラムの必然』                        |          | 計算言語学 言語工学                               |
| 2011年   | 隠岐さや香       | 広島大学准教授                                      | 『科学アカデミーと「有用な科学」』                                    | 東京都   | 科学技術史                                        |
| 2011年   | 伊達聖伸         | 上智大学准教授                                      | 『ライシテ、道徳、宗教学』                                            | 宮城県   | 宗教学                                            |
| 2012年   | 篠田英朗         | 広島大学准教授                                      | 『「国家主権」という思想』                                            | 神奈川県 | 国際関係論                                        |
| 2012年   | 高山裕二         | 早稲田大学助教                                      | 『トクヴィルの憂鬱』                                                  | 岐阜県   | 政治思想史、宗教社会学                            |
| 2013年   | 工藤晶人         | 学習院女子大学准教授                                | 『地中海帝国の片影-フランス領アルジェリアの19世紀』                   |          | 歴史学                                            |
| 2013年   | 将基面貴巳       | オタゴ大学准教授                                    | 『ヨーロッパ政治思想の誕生』                                          | 神奈川県 | 中世ヨーロッパ政治思想史                          |
| 2014年   | 福嶋亮大         | 京都造形芸術大学非常勤講師 日本学術振興会特別研究員 | 『復興文化論―日本的創造の系譜』                                       | 京都府   | 文芸批評 中国文学                                 |
| 2014年   | 本田晃子         | 北海道大学スラブ研究センター 共同研究員             | 『天体建築論―レオニドフとソ連邦の紙上建築時代』                       | 岡山県   | 表象文化論 建築史                                 |
| 2015年   | 奈良岡聰智       | 京都大学教授                                        | 『対華二十一ヵ条要求とは何だったのか―第一次世界大戦と日中対立の原点』 | 青森県   | 政治学、日本外交史                                |
| 2016年   | 熊谷英人         | 明治学院大学専任講師                                | 『フランス革命という鏡』                                              | 東京都   | 政治学史                                          |
| 2016年   | 高山大毅         | 駒澤大学講師                                        | 『「近世日本の「礼楽」と「修辞」』                                    | 千葉県   | 近世日本思想史 近世日本漢文学                     |
| 2017年   | 左地亮子         | 国立民族学博物館機関研究員                          | 『現代フランスを生きるジプシー 旅に住まうマヌーシュと共同性の人類学』 | 京都府   | 文化人類学 ジプシー／ロマ研究                     |
| 2017年   | 前田亮介         | 北海道大学准教授                                    | 『全国政治の始動――帝国議会開設後の明治国家』                          | 東京都   | 日本近現代史 日本政治外交史                       |
| 2018年   | 島田英明         | 日本学術振興会特別研究員                            | 『歴史と永遠―江戸後期の思想水脈』                                     | 京都府   | 日本政治思想史                                    |
| 2018年   | 新居洋子         | 日本学術振興会特別研究員                            | 『イエズス会士と普遍の帝国―在華宣教師による文明の翻訳』               | 東京都   | 東西交渉史                                        |
| 2018年   | 山本芳久         | 東京大学准教授                                      | 『トマス・アクィナス 理性と神秘』                                     | 神奈川県 | 哲学（西洋中世哲学・イスラーム哲学） キリスト教学 |
| 2019年   | 板東洋介         | 皇學館大学准教授                                    | 『徂徠学派から国学へ―表現する人間』                                   | 兵庫県   | 倫理学 倫理思想史                                 |
| 2019年   | 古田徹也         | 東京大学准教授                                      | 『言葉の魂の哲学』                                                    | 熊本県   | 現代哲学 現代倫理学                               |
| 2020年代 |                  |                                                     |                                                                       |          |                                                   |
| 年       | 受賞者           | 職業・肩書き                                        | 受賞作                                                                | 出身     | 専門分野                                          |
| 2020年   | 梅澤礼           | 富山大学准教授                                      | 『囚人と狂気―一九世紀フランスの監獄・文学・社会』                     | 埼玉県   | 近代フランス文学 犯罪学 精神医学                  |
| 2020年   | 小山俊樹         | 帝京大学教授                                        | 『五・一五事件―海軍青年将校たちの「昭和維新」』                       | 広島県   | 日本近現代史                                      |
| 2021年   | 上村剛           | 日本学術振興会特別研究員                            | 『権力分立論の誕生―ブリテン帝国の『法の精神』受容』                   | 東京都   | 政治思想史                                        |
| 2021年   | 北村陽子         | 名古屋大学大学院准教授                              | 『戦争障害者の社会史―20世紀ドイツの経験と福祉国家』                   | 愛知県   | ドイツ近現代史                                    |
| 2022年   | 筒井清輝         | スタンフォード大学社会学部教授                      | 『人権と国家―理念の力と国際政治の現実』                               | 東京都   | 国際・政治社会学 社会運動論 人権                  |
| 2022年   | 中真生           | 神戸大学大学院人文学研究科教授                      | 『生殖する人間の哲学―「母性」と血縁を問いなおす』                     | 千葉県   | 現代哲学 倫理学                                   |
| 2023年   | 池田真歩         | 北海学園大学法学部准教授                            | 『首都の議会―近代移行期東京の政治秩序と都市改造』                     | 北海道   | 日本近現代史                                      |
| 2023年   | 新城道彦         | フェリス女学院大学国際交流学部教授                  | 『朝鮮半島の歴史―政争と外患の六百年』                                 | 愛知県   | 東アジア近代史                                    |
| 2024年   | 小林亮介         | 九州大学大学院比較社会文化研究院准教授              | 『近代チベット政治外交史―清朝崩壊にともなう政治的地位と境界』         | 長野県   | 歴史学                                            |
| 2024年   | 中村達           | 千葉工業大学未来変革科学部助教                      | 『私が諸島である―カリブ海思想入門』                                   | 千葉県   | カリブ海文学・思想                                |